# Saint-Erme-Outre-et-Ramecourt
Saint-Erme-Outre-et-Ramecourt é uma comuna francesa na região administrativa de Altos da França, no departamento de Aisne.